# François-Xavier Gbré
François-Xavier Gbré, né à Lille en 1978, est un photographe d'origine franco-ivoirienne.

## Biographie
Ses œuvres se concentrent sur le langage de l'architecture dans une perspective historique, comme témoignage de la mémoire et des changements sociaux. Il a photographié des vestiges et des paysages coloniaux redéfinis par l'actualité, explorant des territoires et revisitant l'histoire.
Il a participé à de nombreuses expositions internationales et ses œuvres sont entrées dans les collections de musées vedettes, comme le Centre Georges Pompidou à Paris, qui a acheté en 2016 trois clichés de la série Tracks - La Piscine ; la Smithsonian Institution de Washington; la Société Générale en France; la Tate Modern de Londres ; et de la Walther Collection à Ulm, Allemagne.
En 2016, il présente un extrait de la collection Mali Militari au Pori Art Museum en Finlande, dans le cadre de la Crise de la Présence.
Il présente l'installation Wo shi Feizhou / Je suis africain à Réenchantements, l'exposition internationale de la Biennale de Dakar.
En 2018, il présente son travail aux expositions Cosmopolis # 1.5 à Chengdu au Centre Georges Pompidou à Paris, en France et à la Mao-Jihong Arts Foundation à Shanghai. La même année, il présente l'exposition Landscape Photography Today au Musée d'Art de Denver et African Metropolis: an imaginary cityau MAXXI - Musée national des Arts du XXIe siècle à Rome. 
Au Musée d'art de la province de Nuoro (MAN), il présente l'exposition Sogno d'Oltremare, composée de photographies sur les capitales de l'Afrique de l'Ouest, Abidjan, Bamako, Porto-Novo et Dakar, associées à une série d'images directement commandées de MAN et réalisé par l'artiste lors de sa résidence sur l'île, grâce au soutien de la Sardena Film Commission. Depuis lors, le musée sarde a conservé la collection Sardaigne dans sa collection permanente, composée de soixante-dix clichés. 
En 2020, il reçoit le Prix Découverte Louis Roederer au Festival Les Rencontres de la Photographie à Arles, pour l'exposition Émergence, Abidjan, Côte d'Ivoire, 2013-2020, installation de 57 photographies petit format prises à Abidjan, en dont il est documenté l'évolution de la ville et de ses habitants, capturant les détails d'une enquête approfondie du territoire urbain,.

## Prix et distinctions
- Prix Découverte Louis Roederer (2020)